# De woelige wadden
De woelige wadden is het honderdzesenveertigste stripverhaal uit de reeks van Suske en Wiske. Het is geschreven en grotendeels getekend door Paul Geerts, met bijdragen van Eduard De Rop en Eugeen Goossens. 
Het werd gepubliceerd in TV Ekspres van 7 september 1981 tot en met 20 september 1982. De eerste albumuitgave in de Vierkleurenreeks was in november 1982, met nummer 190.

## Personages
- Suske, Wiske, tante Sidonia, Lambik, Jerom, Zozef de zeehond, kermisbaas Sill de strandjutter, dwerg, agent Kriekenboom, Lowie en Charel (agenten), fee Stellamare, veldwachter, kastelein, Guus en Knar (pelsjagers), meneer Iks (pelshandelaar), herbergier, boerin, zeemonster

## Locaties
- Friesland in het jaar 1900, Waddenzee, Waddeneilanden

## Uitvindingen
- Teletijdmachine

## Het verhaal
Lambik redt een zeehond van een boze kermisbaas. Bij tante Sidonia wordt Zozef verzorgd, en om middernacht blijkt hij te kunnen spreken. Hij heeft het over een zwarte spiegel in een woonwagen en het jaar negentienhonderd. Lambik vindt de spiegel, maar als hij hiertegenaan wil trappen is zijn been ineens verdwenen. Thuisgekomen verschijnt bij de zeehond fee Stellamare, zij brengt de zielen van overleden zeehonden(sterren die boven dode zeehonden verschijnen) met haar boot naar het witte eiland. Daar verandert hun pels in goud, waarna ze naar het paradijs gaan.
In het verleden redde Stellamare Sill de strandjutter die de zeehonden in goud zag veranderen. Sill is door de poort gesprongen, waarna de poort naar het paradijs verdwenen is. De poort blijkt een zwarte spiegel te zijn, dezelfde waarin Lambik zijn been verloor. Sill wil de gouden zeehonden. Doordat de spiegel is verdwenen, kunnen de gouden zeehonden niet naar het paradijs oversteken.
De vrienden gaan naar de kermis waar het avontuur begon. De kermisman blijkt Sill te zijn, en Sill verdwijnt opnieuw met de spiegel. Met de teletijdmachine gaan de vrienden naar het Friesland van het jaar 1900, de tijd waarin Robert en Bertrand leefden. Bij de veldwachter krijgt Lambik zijn been terug en hij gaat met Jerom op zoek naar de spiegel. Met behulp van een polsstok komen Jerom en Lambik aan bij een café, waar de kastelein hun aanraadt naar de Waddeneilanden te gaan.
Suske en Wiske vertrekken ook samen, ze volgen Guus en Knar en vinden daardoor een geheime deur in een grasheuvel. Het is het schuilhol van pelsjagers en ze horen dat meneer Iks komt om pelsen te kopen. Suske kan nog iets op de grond schrijven als hij samen met Wiske in een kist wordt meegenomen. Lambik en Jerom vinden de heer Iks, die blijkt te zijn neergeschoten door de pelsjagers, en zien de boodschap op de grond. Meneer Iks is snel verdwenen en ze overnachten in een herberg. Suske en Wiske worden op een boot over de Waddenzee vervoerd, Lambik en Jerom volgen in een roeiboot.
Vermomd als zeehond weet Lambik een pelsjager te lokken en hij gaat met Jerom naar een huisje. Ze bevrijden Suske en Wiske en vinden ook de zwarte spiegel. Sill, Guus en Knar worden vastgebonden en Stellamare komt aan met haar boot. De vrienden vertrekken, maar dan duikt er een zeemonster op. Jerom redt Suske en Lambik en verslaat het zeemonster, het is meneer Iks. Nadat hij spijt heeft getoond, wordt meneer Iks door Stellamare veranderd in een jongetje van zeven jaar. Hij kan zijn leven nu overdoen en de gouden zeehondjes kunnen weer oversteken naar het paradijs.

## Achtergronden
- In het verhaal wordt een verwijzing gemaakt naar Robert en Bertrand. Dit is een andere stripreeks waar Willy Vandersteen – de oospronkelijke auteur van Suske en Wiske – inmiddels druk mee bezig was.
- Het personage van Sill de Strandjutter is een toespeling op de Nederlandse televisieserie Sil de Strandjutter.

## Vertaling
Er is ook een Friese uitgave van dit verhaal, met de titel It Woelige Waad, in 1997 uitgegeven  door Le Chat Mort. De vertaling was van Jan van Houten en de albumuitgave heeft nummer 190A.  
Zozef de zeehond heet hier Sipke de seehûn, tante Sidonia heet muoike Sidonia, agent Kriekenboom heet plysje Druvebeam, heet Sill heet Sil, Guus en Knar heten Gurbe en Knillis, meneer Iks heet jonker Iksma. Het polsstokspringen wordt in Friesland fierljeppen genoemd. Dit is nu nog steeds een bekende sport in Friesland, net als zeilen. Beide sporten spelen een rol in De woelige wadden.